# تومور هپاتوئید
تومور هپاتوئید (انگلیسی: Hepatoid tumor) یا [آدنو]کارسینوم هپاتوئید عبارتی است که برای برخی نئوپلاسم‌های نادر انسان استفاده می‌شود. وجه تسمیه این تومورها، شباهت ظاهری سلول‌های تومور در زیر میکروسکوپ به سلول‌های کارسینوم هپاتوسلولار (شایع‌ترین نوعِ سرطان کبد) است.
تومورهای هپاتوئید ممکن است در چندین قسمت از بدن ایجاد شوند و به‌عنوان مثال زیرگروهی از انواع سرطان معده و سرطان لوزالمعده باشند. سازمان جهانی بهداشت «کارسینوم هپاتوئید» را به‌عنوان «یک آدنوکارسینوم با ویژگی‌های ظاهری مشابه کارسینوم هپاتوسلولار، که در یک مکان آناتومیک غیر از کبد ایجاد می‌شود» تعریف می‌کند.
در سگ‌ها، تومور هپاتوئید ممکن است به یک «تومور غدد دور مقعد» اشاره داشته باشد که شباهت ظاهری با سلول‌های سالم کبد دارد.